# Von Seth
von Seth är en svensk ätt från Holland, där de var patricier. Grenar av ätten i Sverige har erhållit grevlig värdighet, medan andra är borgerliga.

## Historik
Släkten inkom till Sverige omkring 1620 med Johan Seth, en ingenjör som deltog i uppbyggnaden av Göteborg. En ättling till denne, Johan Seth (1661–1718) adlades. Denna äldre gren har fortlevt på spinnsidorna, vilka upptagit namnet och adelskapet. Den nu levande adliga ätten Seth härstammar från Anders Boman (1781–1834) som var fosterbarn åt Per von Seth.
Den grevliga grenen von Seth nummer 88 härstammar från Gabriel von Seth, riksråd, som 1762 upphöjdes till grevligt stånd.